# Christophia aksuella
Christophia aksuella är en fjärilsart som beskrevs av Caradja 1916. Christophia aksuella ingår i släktet Christophia och familjen mott. Inga underarter finns listade i Catalogue of Life.